# Маленька Данеліада
Маленька Данеліада — твір Гії Канчелі для камерного оркестру. Тематичною основою стали музичні образи з фільмів «Кін-Дза-Дза» і «Сльози крапали» (режисер — Г. Данелія). Ідея і назва твору, за свідченням автора, належить, так і назва належать Г. Кремеру.
Сам автор залишив таку згадку щодо цього твору:
|  | «Георгій Данелія і Гідон Кремер з’явилися в моєму житті в різний час з інтервалом в три десятиліття. Впевнений, що без них моє життя склалося би інакше. Почавши працювати з Г. Данелією ще в 60-ті, я поступово й інколи болісно осягав ремесло, вдосконалюючись від фільму до фільму в прагненні досягти тієї граничної простоти, про яку мріяв завжди. І все, чому мене навчило життя (а також Г. Данелія), я почав втілювати в твори, які згодом мені пощастило писати для Г. Кремера протягом останніх десяти років. Ось чому я був дуже радий можливості висловити свою безмежну вдячність двом великим майстрам – Г. Данелії і Г. Кремеру (як ідея, так і назва належать Г. Кремеру), тематичною основою якої є музичні образи з фільмів «Кін-Дза-Дза» і «Сльози крапали». Для мене Маленька Данеліада особливо дорога ще по одній причині: в ній я постарався показати, що в моїй музиці не завжди «крапають сльози», інколи я вмію й посміхатися.» |

За іншим свідченням, режисер Георгій Данелія дозволяє виконувати цей твір тільки за умови, якщо буде оголошено, що слова написав він, Данелія. Натомість єдиним словом, яке звучить в цьому творі — є «Ку», яке вимовляється оркестрантами хором.  
В Україні неодноразово виконувалася силами Київського камерного оркестру під орудою Р. Кофмана.